# Kewaunee
Kewaunee is een plaats (city) in de Amerikaanse staat Wisconsin, en valt bestuurlijk gezien onder Kewaunee County.

## Demografie
Bij de volkstelling in 2000 werd het aantal inwoners vastgesteld op 2806. In 2006 is het aantal inwoners door het United States Census Bureau geschat op 2868, een stijging van 62 (2,2%).

## Geografie
Volgens het United States Census Bureau beslaat de plaats een oppervlakte van 10,9 km², waarvan 9,0 km² land en 1,9 km² water. Kewaunee ligt op ongeveer 222 m boven zeeniveau.

## Plaatsen in de nabije omgeving
De onderstaande figuur toont nabijgelegen plaatsen in een straal van 28 km rond Kewaunee.